# NGC 1609
NGC 1609 في الفهرس العام الجديد، هي مجرة، تقع في كوكبة النهر. اكتشفت في 26 نوفمبر 1786 بواسطة ويليام هيرشل.

## روابط خارجية
- NGC 1609 على موقع ويكي سكاي: DSS2, SDSS, GALEX, IRAS, Hydrogen α, X-Ray, Astrophoto, Sky Map, Articles and images